# Phönizische Siedlung von Sa Caleta

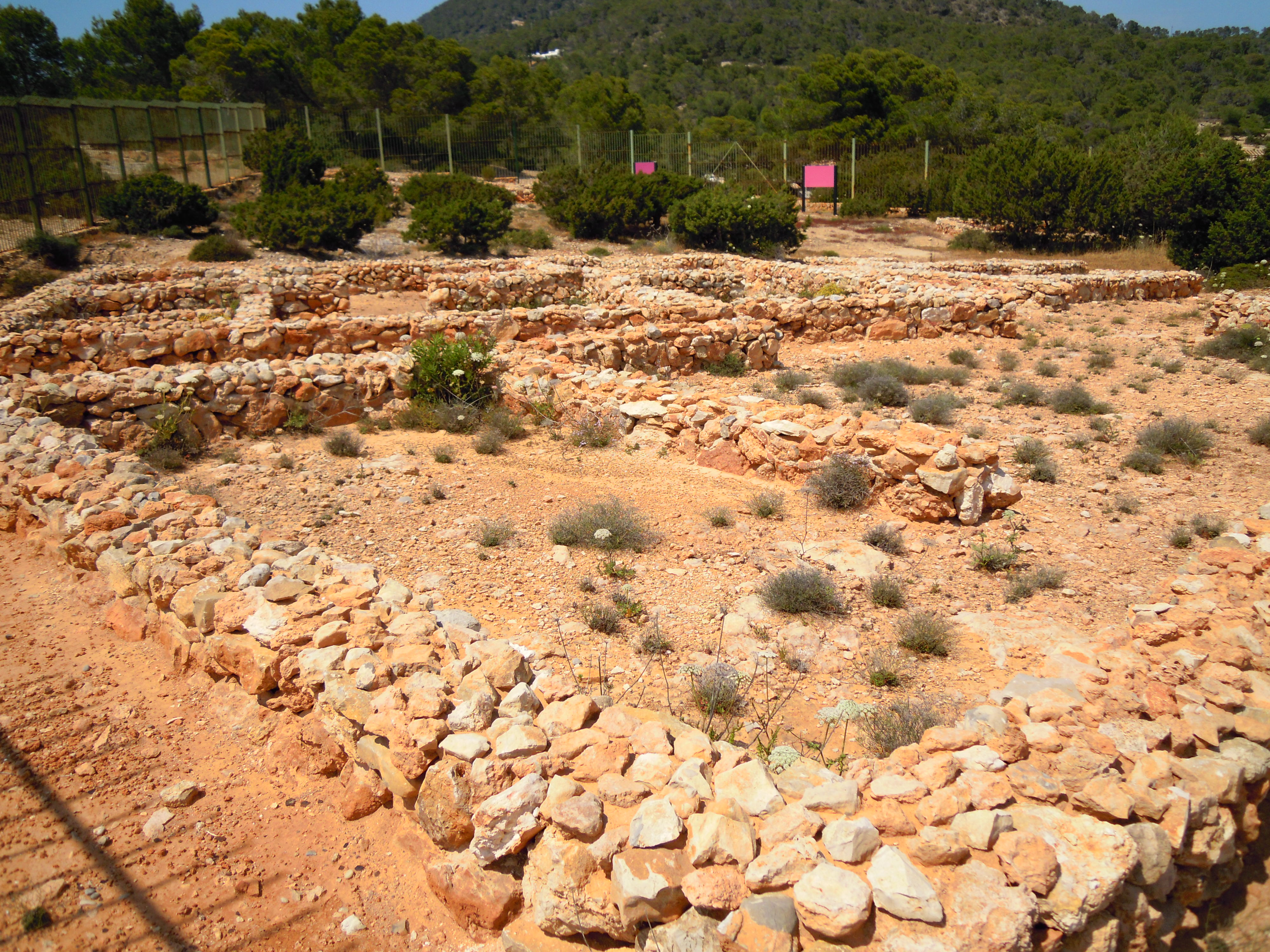
Ausgrabungen in Sa Caleta

Die ehemalige phönizische Siedlung von Sa Caleta befindet sich auf einer felsigen Landzunge an der Küste zwischen Es Codolar und der Bucht Sa Caleta, ca. 10 Kilometer westlich der Stadt Ibiza. Erst in den 1980er-Jahren wurde hier mit Ausgrabungen begonnen und man fand auf einer Fläche von rund vier Hektaren Grundmauern und Reste einer Anlage, die auf das 7. Jahrhundert v. Chr. datiert wurde. Es wird vermutet, dass diese Siedlung ursprünglich größer war und durch Küstenerosion in Teilen zerstört wurde. Ebenfalls angenommen wird, dass dies die erste Siedlung der Phönizier auf der westlichsten Mittelmeerinsel Ibiza war, bevor diese sich später auf dem Hügel von Dalt Vila, in der Oberstadt von Ibiza niederließen. 
Diese Anlage und Ausgrabungsstätte gehört mit weiteren Teilen der Insel wie den Höhlen von Es Culleram und Ses Fontanelles, der Nekropole von Puig des Molins, der Altstadt von Ibiza (Dalt Vila) mit der Kathedrale und der Festungsanlage, den Feuchtgebieten um die Stadt Ibiza, den Feixes sowie dem Naturpark der Salinen zu den von der UNESCO geschützten Teilen der Insel Ibiza und wird unter dem Welterbe Spaniens und dort im Bereich „Biologische Vielfalt und Kultur“ aufgeführt.
Bei den Ausgrabungen wurden die Grundrisse mehrere Häuser, dazwischen verlaufende Wege und ein öffentlicher Platz freigelegt. Es fanden sich Nachweise für Salzgewinnung und Metallverarbeitung. Dazu gehörten nicht nur Eisen und Bronze, sondern auch Silber aus dem in der Nähe verfügbaren Mineral Galenit. Der Beginn der Siedlung wird auf das späte 8. Jahrhundert v. Chr. datiert. Gegen 600 v. Chr. wurde die Siedlung aufgegeben. 
Die ausgegrabenen Fundamente wurden konserviert und das Grabungsgelände mit einem Zaun gesichert. So ist es vom Strand aus einsehbar und vor Vandalismus geschützt.

## Referenz
- Die Phönizische Siedlung Sa Caleta (Memento vom 19. April 2017 im Internet Archive)